# Изстрелът, чут по целия свят
„Изстрелът, чут по целия свят“ (на английски: shot heard round the world) е израз, отнасящ се до няколко исторически инцидента, включително началото на Американската война за независимост през 1775 г. и убийството на австрийския ерцхерцог Франц Фердинанд през 1914 г.

## Схватка при Норт Бридж
By the rude bridge that arched the flood,
Their flag to April’s breeze unfurled,
Here once the embattled farmers stood,
And fired the shot heard round the world.
Изразът е от първата строфа на „Concord Hymn“ на Ралф Уолдо Емерсън (1837) и се отнася до първия изстрел на Американската война за независимост. Според стихотворението на Емерсън този съдбоносен изстрел се случва при Норт Бридж (Северен мост) в гр. Конкорд, Масачузетс, където падат първите британски войници, убити в битките при Лексингтън и Конкорд.
По-рано са произведени изстрели в Лексингтън, Масачузетс, където загиват 8 американци и британски войник е леко ранен, но описанията на събитието са объркани и противоречиви. В схватката при Норт Бридж са: първите изстрели от американци по заповед и първият организиран залп от американци, първите британски убити и първото британско отстъпление.

## Убийство на Франц Фердинанд
В Европа и Британската общност фразата „изстрелът, чут по целия свят“ се свързва с убийството на австрийския ерцхерцог Франц Фердинанд от сръбския терорист Гаврило Принцип в Сараево – събитието, станало непосредствена причина за Първата световна война.
Принцип стреля 2 пъти, застрелвайки първо херцогиня Софи, а с втория изстрел и ерцхерцог Франц. Смъртта на ерцхерцога, наследник на австро-унгарския престол, предизвиква Австро-Унгария и останалата част от Европа да започнат Първата световна война.